# Kannelúra

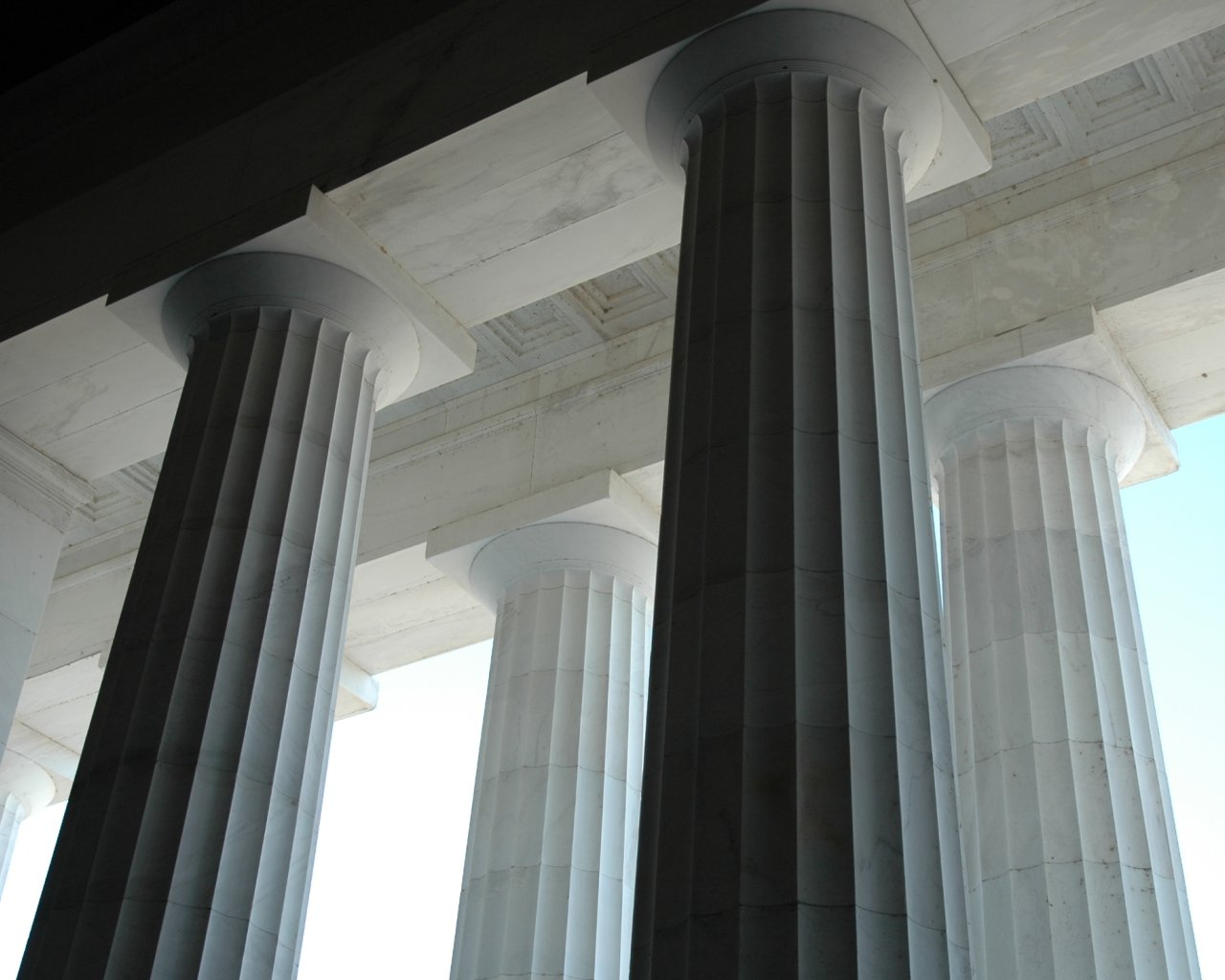
Lincoln memorial kannelúrái

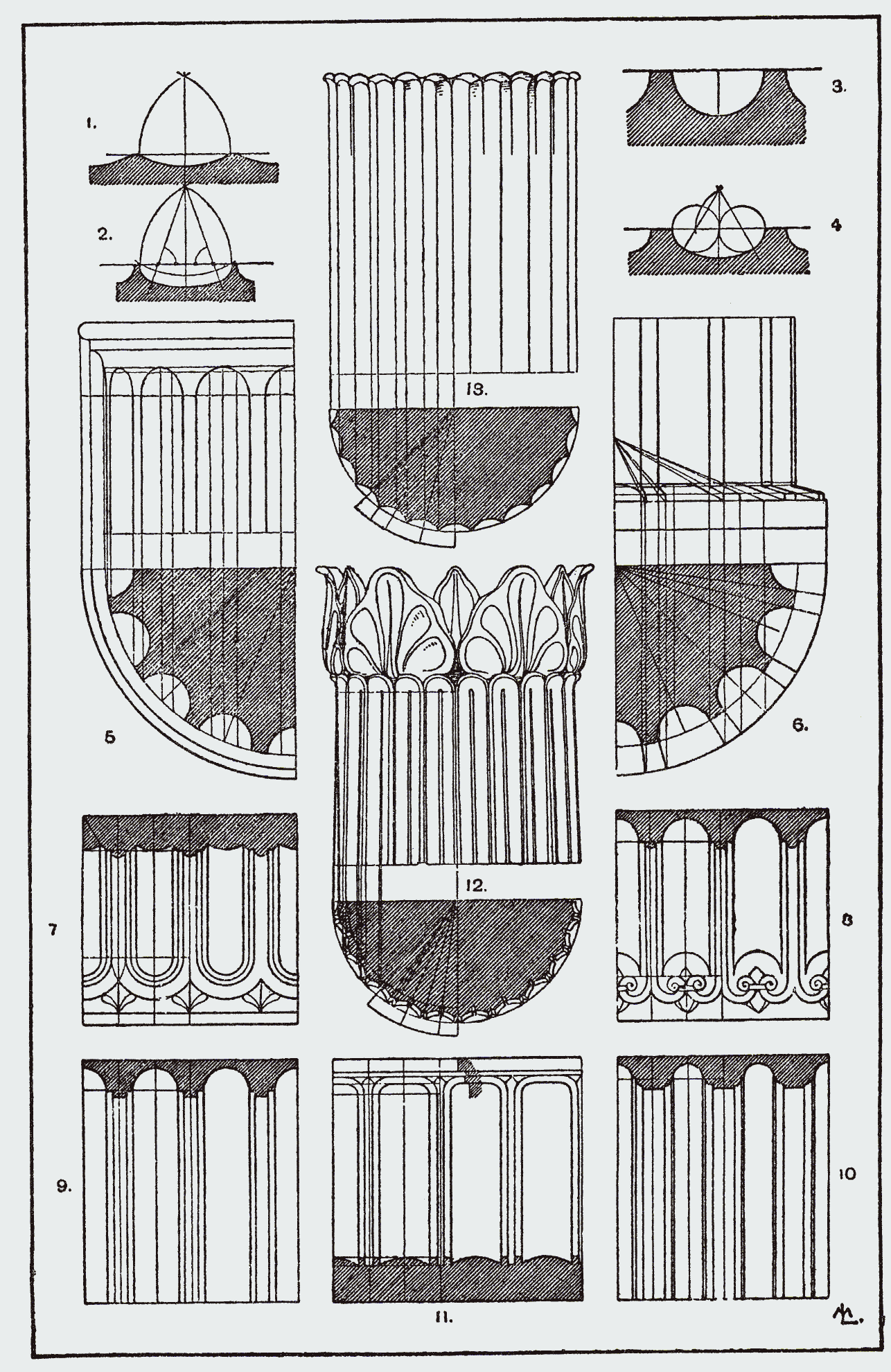
Kannelúrák

A kannelúra a görög-római s az ezek alapján álló stílusokban az oszloptörzsön hosszában futó, íves vagy elliptikus keresztmetszetű rovátka. A kannelúrák a görög-dór oszloprendben élben metsződnek, a többiben az oszloptörzs felülete hosszirányú keskeny lemezek alakjában marad meg közöttük: számuk különböző, a dórban 16-20 között változik.